# Celosia salicifolia
Celosia salicifolia là loài thực vật có hoa thuộc họ Dền. Loài này được Lopr. mô tả khoa học đầu tiên năm 1900.